# Klub Jimmy’ego

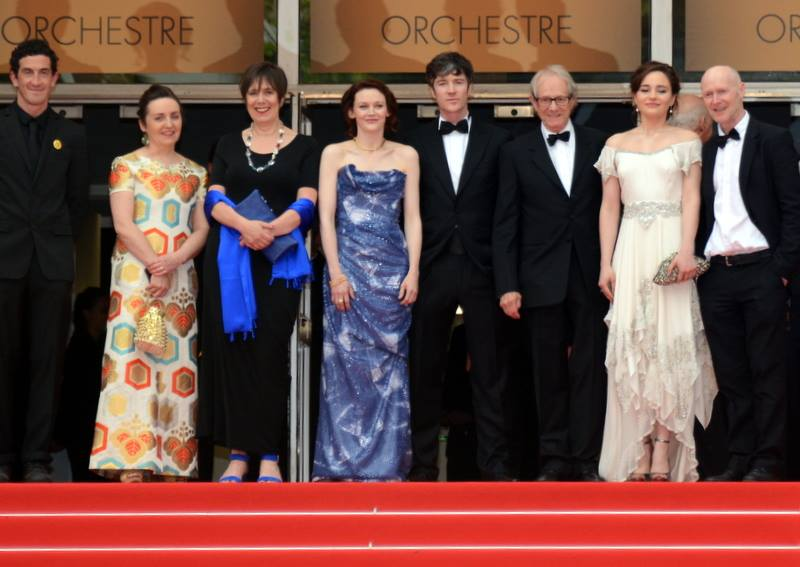
Rosada i reżyser filmu w Cannes (2014)

Klub Jimmy’ego (ang. Jimmy’s Hall) – brytyjsko-irlandzko-francuski dramat filmowy z 2014 roku w reżyserii Kena Loacha. Zdjęcia kręcono w irlandzkich hrabstwach Leitrim i Sligo.

## Fabuła
James „Jimmy” Gralton w latach dwudziestych XX wieku po powrocie z USA tworzy młodzieżowy klub w prowincjonalnym irlandzkim miasteczku. W klubie można wymieniać swoje poglądy, bawić się z innymi, uczyć i oczywiście tańczyć. W opinii lokalnego duchowieństwa katolickiego i miejscowych władz klub jest grzesznym miejscem.

## Obsada
- Barry Ward jako James „Jimmy” Gralton
- Simone Kirby jako Oonagh
- Jim Norton jako ojciec Sheridan
- Francis Magee jako Mossy
- Aisling Franciosi jako Marie
- Andrew Scott jako ojciec Seamus
- Brían F. O’Byrne jako O’Keefe
- Karl Geary jako Seán
- Denise Gough jakoTess